# Кусочек синего неба
«Кусочек синего неба: разоблачение саентологии, дианетики и Л. Рона Хаббарда» (англ. A Piece of Blue Sky: Scientology, Dianetics and L. Ron Hubbard Exposed) — книга бывшего британского саентолога Джона Атака об истории жизни создателя дианетики и саентологии Лафайета Рональда Хаббарда (1911—1986) и основанной им Церкви саентологии, впервые вышедшая в 1990 году. В 2013 году было выпущенное обновлённое и переработанное второе издание.
Автором предисловия выступил британский журналист Рассел Миллер, автор книги «Истинное лицо Мессии: настоящая история Рона Хаббарда».
Название книги является отсылкой к высказыванию Хаббарда 1950 года о том, что он хочет продавать своим последователям «кусочек синего неба».
Связанное с Церковью саентологии издательство New Era Publications International обладающее исключительными авторскими правами на работы Хаббарда попыталось через суд воспрепятствовать выходу книги. Однако Федеральный апелляционный суд пришёл к выводу о том, что Атак правомерно цитировал произведения Хаббарда, а сами выдержки составили всего лишь порядка 3 % от общего объёма книги.
На книгу Атака ссылаются в научных работах по саентологии.

## Содержание
Книга состоит из 9 частей и 37 глав. В первой части Атак повествует о собственном опыте пребывания в саентологии. В 2—8 частях с опорой на различные опубликованные источники и интервью представлена биография Хаббарда и истоки дианетики саентологии. В последней части книга показана взаимосвязь саентологической доктрины и личности Хаббарда.

## Судебные тяжбы с саентологами
Издательство New Era Publications International аффилированное с Церковью саентологии и владеющее исключительными правами на публикацию работ Хаббарда подало судебный иск против Атака и издательства Lyle Stuart Books с целью недопустить выход книги. В качестве основания для начала судебного процесса послужили заявления со стороны New Era Publications International о том, что в рукописи Атака неправомерно используются тексты Хаббарда, а также, что это может нанести ощутимый вред продажам книг последнего. Суд вынес решение о том, что рукопись может препятствовать людям покупать книги Хаббарда, убеждая их, что он мошенник, и что закон об авторском праве, скорее защищает, а не запрещает подобного рода критику. Ещё до того как было оглашено судебное решение Lyle Stuart Books приготовила две версии книги: с цитатами Хаббарда и без них. После публикации книги в течение шести дней саентологи пикетировали дом Атака в Восточном Гринстеде и распространяли листовки диффамационного содержания среди его соседей.
В апреле 1995 года суд первой инстанции вынес решение в пользу директора саентологической школы Гринфилдс Маргарет Ходкин, признав необоснованным небольшой абзац текста на странице 336 в третьем параграфе книги Атака. В мае того же года решение подтвердил Верховный суд. Исходя из этого решения интернет-магазин Amazon.com в феврале 1999 года убрал книгу Атака из своего списка товаров, но уже в мае того же года был вынужден вернуть её обратно из-за настойчивых просьб покупателей.

## Отзывы
Канадский социолог и религиовед Стивен Кент указал, что «всё будущее научное изучение саентологии будет опираться на его [Атака] вклад».
Немецкий теолог и религиовед Марко Френчковский в 1999 году в Marburg Journal of Religion назвал «Кусочек синего неба» «самой дотошной общей историей Хаббарда и саентологии, очень горькой, но всецело тщательно исследованной».
Российский религиовед, кандидат философских наук, доцент кафедры философии религии и религиоведения Института философии и социально-политических наук ЮФУ Е. Э. Эгильский отмечал: «Можно вспомнить имя и другого бывшего саентолога — Джона Атака, проведшего в саентологии много лет, и не понаслышке знающего всю „подноготную“ организации. Атак написал правдивую историю саентологии и её основателя — книгу „Кусочек синего неба“. Её стоит прочитать каждому, кто хочет иметь представление о том, что же это за организация».
Российский психолог, специалист по терроризму, доктор психологических наук Х. Б. Ахмедова отметила: «На протяжении всей моей профессиональной жизни я видел так много жертв ядовитых идеологий от коммунизма и саентологии до „возврата к вере“ Саддама Хусейна и „мученичества“ Аль-Каиды. В своих попытках помочь тем страдальцам, я воспользовалась уроком, извлечённым из работ Джон Атак, что свобода не может быть привезённой, предоставленной или навязанной. Истинная и полная свобода приходит только со свободой ума и книга Джон Атак является лучшим ориентиром для всех, кто хочет достичь этой свободы».
Американский психолог Стивен Хассен указал: «Начиная с 1976 года, я встречался, интервьюировал и консультировал множество чиновников и бывших саентологов. Из всех, кого я когда-либо встречал, и книг, которые я когда-либо читал, Джон Атак является окончательным источником по всему, что связано с Хаббардом».
Американский журналист Кевин Шинкль в 1991 году в Tampa Tribune-Times отмечал, что Атак каждое своё утверждение встречающееся в книге подтверждает ссылками и удерживается от того, чтобы превратить свою работу в очередную горькую диатрибу о саентологии.
Американский писатель Полетт Купер отметила: „Эта книга увлекательна и … свежа. Я прочитала каждую разоблачительную книгу и эта находится в верхних строчках моего списка“.
Американский писатель и журналист Лоуренс Райт считает, что книга Атака о саентологии „бесценна для её истории и понимания характера её основателя Л. Рона Хаббарда“.
Австралийский журналист Стив Кеннани полагает, что „это самая лучше из всех, что я читал о саентологии“.
Американский писатель, журналист-расследователь и психолог Ричард де Милль, также выступавший в качестве литературного негра Хаббарда при написании книги „Наука выживания“, отметил: „В книге Атака заметно мастерство владения материалом и тонкость анализа и обсуждения, которые достойны похвалы в типичной, приготовленной к защите, докторской“.
Американский журналист Тони Ортега указал, что»«Кусочек синего неба» стал моим первым знакомством с чистой правдой о Л. Роне Хаббарде и саентологии. По-прежнему это самая надёжная из множества книг на данную тему. Никто, кажется, так хорошо ни потрудился, чтобы всё расставить на свои места, осторожно опираясь на столь редкие и важные документы, которые проливают свет на историю саентологических злодеяний".
Бывший помощник Хаббарда Джерри Армстронг заметил: «Написано честно, ладно скроено и крепко сшито, именно поэтому она и выдержала испытания».